# Circondario di Neuwied
Il circondario di Neuwied (targa NR) è un circondario (Landkreis) della Renania-Palatinato, in Germania.

Comprende 5 città e 57 comuni.

Capoluogo e centro maggiore è Neuwied.

## Geografia antropica
Tra parentesi gli abitanti al 31 dicembre 2021, il capoluogo della comunità amministrativa è contrassegnato da un asterisco.

### Città
- Neuwied (grande città di circondario) 65 137

### Comunità amministrative (Verbandsgemeinde)
- Verbandsgemeinde Asbach, con i comuni:

1. Asbach (7 531)
2. Buchholz (Westerwald) (4 614)
3. Neustadt (Wied) (6 544)
4. Windhagen (4 345)

- Verbandsgemeinde Bad Hönningen, con i comuni:

1. Bad Hönningen, città (5 974)
2. Hammerstein (324)
3. Leutesdorf (1 694)
4. Rheinbrohl (4 079)

- Verbandsgemeinde Dierdorf, con i comuni:

1. Dierdorf, città (5 792)
2. Großmaischeid (2 305)
3. Isenburg (620)
4. Kleinmaischeid (1 330)
5. Marienhausen (487)
6. Stebach (356)

- Verbandsgemeinde Linz am Rhein, con i comuni:

1. Dattenberg (1 511)
2. Kasbach-Ohlenberg (1 414)
3. Leubsdorf (1 598)
4. Linz am Rhein, città (6 273)
5. Ockenfels (1 062)
6. Sankt Katharinen (Landkreis Neuwied) (3 421)
7. Vettelschoß (3 592)

- Verbandsgemeinde Puderbach, con i comuni:

1. Dernbach (1 034)
2. Döttesfeld (639)
3. Dürrholz (1 307)
4. Hanroth (641)
5. Harschbach (415)
6. Linkenbach (514)
7. Niederhofen (434)
8. Niederwambach (456)
9. Oberdreis (864)
10. Puderbach (2 418)
11. Ratzert (242)
12. Raubach (1 985)
13. Rodenbach bei Puderbach (691)
14. Steimel (1 288)
15. Urbach (1 479)
16. Woldert (605)

- Verbandsgemeinde Rengsdorf-Waldbreitbach, con i comuni:

1. Anhausen (1 379)
2. Bonefeld (948)
3. Breitscheid (2 207)
4. Datzeroth (278)
5. Ehlscheid (1 521)
6. Hardert (853)
7. Hausen (1 857)
8. Hümmerich (777)
9. Kurtscheid (976)
10. Meinborn (528)
11. Melsbach (2 021)
12. Niederbreitbach (1 569)
13. Oberhonnefeld-Gierend (1 049)
14. Oberraden (671)
15. Rengsdorf (2 816)
16. Roßbach (1 469)
17. Rüscheid (832)
18. Straßenhaus (1 954)
19. Thalhausen (777)
20. Waldbreitbach (1 889)

- Verbandsgemeinde Unkel, con i comuni:

1. Bruchhausen (949)
2. Erpel (2 573)
3. Rheinbreitbach (4 512)
4. Unkel, città (4 970)